# Leucophaeus pipixcan

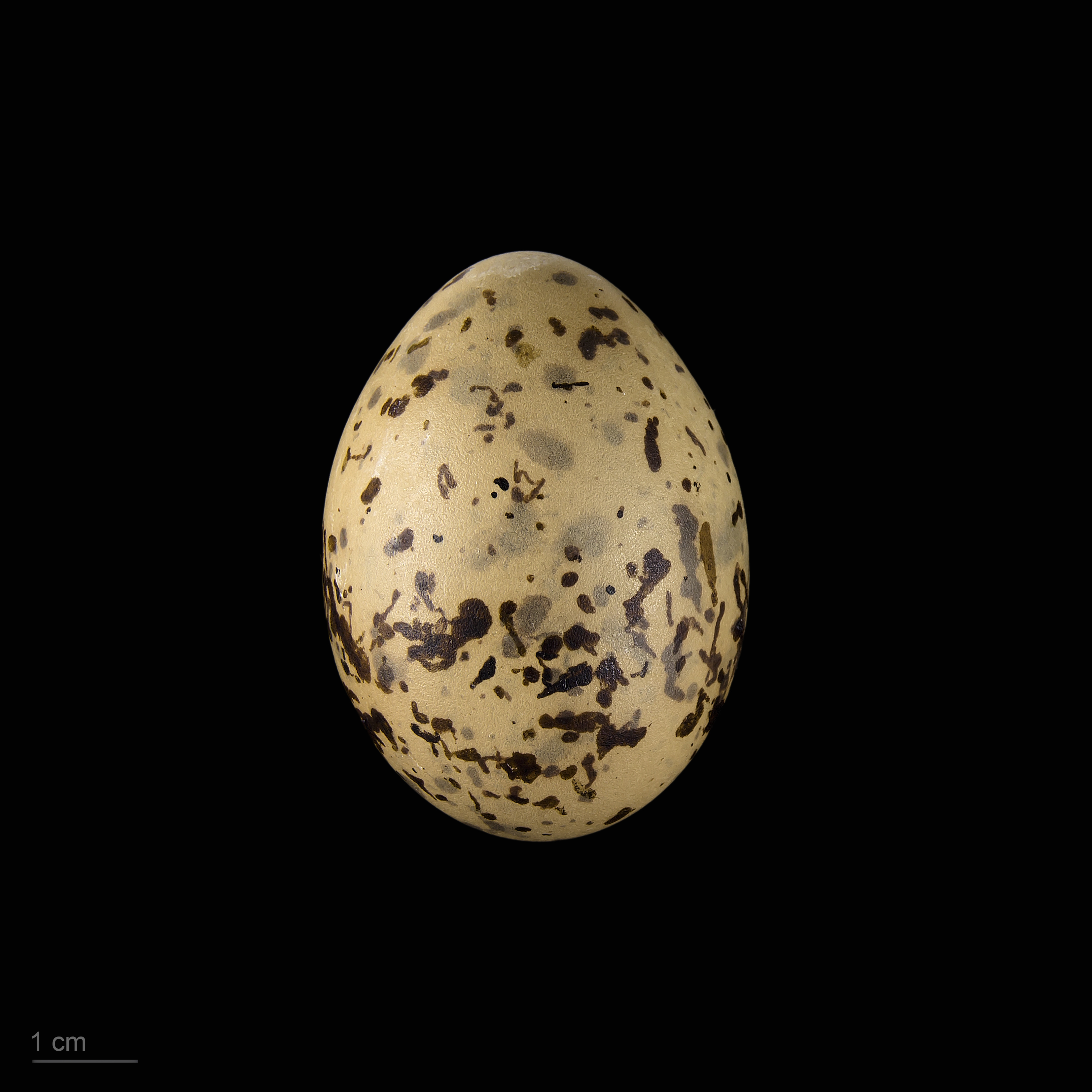
Leucophaeus pipixcan

Il gabbiano di Franklin (Leucophaeus pipixcan, (Wagler, 1831)) è un uccello della famiglia dei Laridi.

## Sistematica
Leucophaeus pipixcan non ha sottospecie, è monotipico.

## Distribuzione e habitat
Questo gabbiano vive in Nord, Centro e Sud America (nei Caraibi è saltuario), e nel sud dell'Africa; è accidentale in Australia, in Cina e Giappone, nell'Europa occidentale e su varie isole di Atlantico e Pacifico.